# Graveyard Classics 2
Graveyard Classics 2 är ett album av Six Feet Under. Albumet släpptes i oktober 2004 av skivbolaget Metal Blade Records. Albumet är en cover av AC/DCs album Back in Black som släpptes 1980.

## Låtlista
1. "Hells Bells" – 5:11
2. "Shoot to Thrill" – 5:17
3. "What Do You Do for Money Honey" – 3:36
4. "Givin' the Dog a Bone" – 3:32
5. "Let Me Put My Love into You" – 4:14
6. "Back in Black" – 4:24
7. "You Shook Me All Night Long" – 3:30
8. "Have a Drink on Me" – 3:58
9. "Shake a Leg" – 4:03
10. "Rock and Roll Ain't Noise Pollution" – 4:19

- Text och musik: Angus Young, Malcolm Young och Brian Johnson.
- Enligt den officiella AC/DC-hemsidan och de flesta globala utgåvor, är titeln på spår fyra "Given the Dog a Bone".[4] På vissa album, särskilt australiska utgåvor, är titeln ibland antingen "Givin' the Dog a Bone" eller "Giving the Dog a Bone".

## Medverkande
Musiker (Six Feet Under-medlemmar)
- Chris Barnes − sång
- Steve Swanson − gitarr
- Terry Butler − basgitarr
- Greg Gall − trummor

Produktion
- Chris Barnes – producent
- Chris Caroll – ljudtekniker